# وی وی (بازیکن بسکتبال)
وی وی (انگلیسی: Wei Wei؛ زادهٔ ۶ اکتبر ۱۹۸۹) بازیکن بسکتبال زن اهل چین است. وی در بازی‌های المپیک تابستانی ۲۰۱۲ شرکت کرده‌است.